# هاوسفول 3
هاوسفول 3 (بالإنجليزية: Housefull 3)‏ هو فيلم رومانسي كوميدي هندي عرض في القاعات السينمائية في 3 من يونيو 2016. الفيلم من إخراج ساجد-سرحاد وإنتاج ساجد ناديادوالا تحت راية شركة ناديادوالا غراندسون إنترتينمنت، والبطولة عادت للممثل أكشاي كومار إلى جانب الممثلة جاكلين فيرنانديز، أبهيشيك باتشان، نرجس فخري، ومجموعة من النخبة من نجوم الساحة البوليوودية.

## الحبكة
يحاول ثلاثة لصوص سرقة مجوهرات من مبنى في لندن، لكن الشرطة ألقت القبض عليهم.
بعد ست سنوات، يرفض باتوك باتيل، رجل الأعمال الثري والناجح، زواج بناته الثلاث الجميلات، جانجا وجامونا وساراسواتي، لأنه يعتقد أن السيدات السابقات في عائلته كن محكومات عليهن بالفشل بسبب زواج أفراد عائلته. في إحدى الليالي، في حفل أحد الأصدقاء، تكشف الفتيات لصديقتهن أن كل واحدة منهن لديها صديق سراً. جانجا وجامونا وساراسواتي معجبات على التوالي بساندي (الذي يريد نادي كرة قدم خاص به وهو مبتدئ حاليًا)، وتيدي (متسابق طموح)، وبونتي (مغني راب طموح). يعاني ساندي من انقسام في الشخصية "ساندي" الذي يستيقظ كلما سمع ساندي كلمة "هندي". تنبع هذه الشخصية المنفصلة من العنصرية التي يواجهها. عندما تخبر الفتيات والدهن عنهن، يطلب باتوك المساعدة من صاحب مطعم آخري باستا الذي يتنكر في هيئة عرافة العائلة التي تدعي أنه عندما يرى أزواج الفتيات أو يتحدثون أو يدخلون منزل باتوك لأول مرة، سيموت باتوك. الفتيات، الراغبات في الاحتفاظ بصديقاتهن، يجعلنهن يتظاهرن بأنهن معوقات. تتظاهر ساندي بأنها مشلولة، وتيدي أعمى وبنتي أخرس. في مطعم باستا، يكشف باتوك لباستا أن بناته هن في الواقع بنات أورجيا ناجري، زعيم الجريمة في العالم السفلي. يعتني باتوك، وهو زميل سابق لناجري، بالفتيات أثناء وجود ناجري في السجن. خطط باتوك لتزويج الفتيات بأبنائه الثلاثة، اللصوص الذين حاولوا سرقة المجوهرات. دون علمه، هاجر ناجري إلى لندن.
بينما تحضر الفتيات تمثالًا شمعيًا لباتوك، يذهب الأولاد إلى المدينة، حيث يلاحظ أن الأولاد معوقون. يظهر تيدي أخرس، وبونتي مشلول، وساندي عمياء. في وقت لاحق، يسأل ناجري باتوك عن أزواج ابنته المستقبليين. يقول باتوك إنه يعرف ثلاثة رجال مناسبين للبنات. يأخذ باتوك ناجري إلى جوردوارا لرؤية أبنائه، مدعيًا أنهم أيتام يقومون بخدمة المجتمع. يختار ناجري الثلاثة المناسبين لبناته.
في منزل باتوك، يدعي ناجري أن باتوك مدين له بمبلغ 50 مليون جنيه إسترليني. يمنح ناجري الأولاد 10 أيام لتعويض المال، أو يجب على الفتيات الزواج من "الأولاد المختارين". خلال هذه الأيام العشرة، سيعيش ناجري و"أبناؤه" أيضًا في منزل باتوك، مما يعني أن أصدقاء الفتيات يجب أن يتصرفوا أمام باتوك وناجري تمامًا كما لاحظهم. أثناء الحفلة، تجعل الفتيات أبناء باتوك - ريشي وروهان وراجيف - في حالة سُكر. في اليوم التالي، كانا سعيدين بممارسة الجنس مع فتياتهما، فقط ليكتشفا أنهما مارسا الجنس مع الخادمات. تطالب الخادمات بالتعويض، وإلا سيقاضونهن بتهمة الاغتصاب. يستسلم ناجري لتوسلات بناته بالحب.
في اليوم التالي، تأخذ الفتيات أبناءهن إلى الكنيسة، للاعتراف لأنهن شعرن أنهن يسخرن من المعوقين بجعل الأولاد يتصرفون كما لو كانوا معوقين. بعد ذلك، يشعر الأولاد (والبنات) بالذنب، حيث كانوا يتزوجون الفتيات فقط من أجل المال. يذهبون إلى مستودع مدام توسو لمقابلة صديقاتهم. بدلاً من ذلك يجدون أبناء باتوك الذين هاجمهم بلطجية. بينما يقاتلهم تيدي وبونتي، تسمع ساندي تيدي يقول "هندي"، ويصل ساندي، محاولًا قتل ساندي. يصل باتوك أيضًا الذي يبتزه الأولاد لتقسيم ثروة ناجري إلى 7 أسهم. يأتي المزيد من الناس مع زيادة الأسهم بشكل كبير. يصل ناجري ويحاول قتل كل من في المستودع، بينما تُضاء الأضواء ثم تُطفأ. وعندما تصل الفتيات، يراهن ريشي وروهان وراجيف، ويهددونهن بالسكين أمام ناجري. ثم يهرع ساندي وتيدي وبانتي لإنقاذ الفتيات، ويصابون بجروح في هذه العملية. تسامح الفتيات الصبية، وينتهي الفيلم عندما يكشف باتوك عن القصة بالكامل وتصالح الفتيات وصديقاتهن مع أورجيا ناجري، والد الفتيات الحقيقي.

## طاقم التمثيل
- أكشاي كومار بدور ساندي / سوندي شاه
- ريتيش ديشموك بدور تيدي بول
- أبهيشيك باتشان بدور بونتي مالهوترا
- جاكلين فرنانديز في دور جانجا ناجري (جرايسي)
- ليزا هايدون في دور جامونا نجر (جيني)
- نرجس فخري بدور ساراسواتي نجري (سارة)
- بومان إيراني بدور باتوك باتل
- جاكي شروف بدور أورجا ناجري
- تشونكي باندي بدور آخري باستا
- سمير كوشار بدور ريشي باتل
- نيكيتين دهير بدور روهان باتيل
- آراف شودري بدور راجيف باتل

## موسيقى
تم تأليف موسيقى فيلم منزل ملئ 3 بواسطة سهيل سين وميكا سينغ وشاريب-توشي وتانيشك باجشي بينما تم كتابة كلمات الأغاني بواسطة سمير سين وفرهاد ساجد وسانجيف شاتورفيدي ومامتا شارما وعرفات محمود وراني مالك ومانوج ياداف ودانيش صبري. تم تقديم الموسيقى التصويرية بواسطة يوليوس باكام. تم الحصول على حقوق الموسيقى بواسطة تي سيريز. تم إصدار الأغنية الأولى من فيلم "Pyar Ki" في 24 أبريل 2016. تم إصدار الألبوم الموسيقي الكامل في 10 مايو 2016.
| #  | عنوان          | المدة |
| -- | -------------- | ----- |
| 1. | "Pyar Ki"      | 3:47  |
| 2. | "Taang Uthake" | 4:10  |
| 3. | "Malamaal"     | 3:23  |
| 4. | "Fake Ishq"    | 4:30  |